# Matt Schaub
Matthew Schaub (25 de junho de 1981, Pittsburgh, Pensilvânia) é um jogador profissional de futebol americano aposentado que atuava na posição de quarterback na National Football League. Ele foi selecionado pelo Atlanta Falcons na terceira rodada do Draft de 2004 da NFL sendo o 90º escolhido do ano. Ele jogou por seis anos no Houston Texans e um no Baltimore Ravens e Oakland Raiders. Jogou futebol americano universitário pelos Virginia Cavaliers.